# 家なき幼稚園
家なき幼稚園（いえなきようちえん）は、橋詰せみ郎（本名は良一、1871年 - 1934年）によって創設された幼児教育運動である。

## 歴史
1922年（大正11年）、大阪府池田市で始められた。きっかけになったのは、前年1921年、勤務していた大阪毎日新聞社からヨーロッパ出張を命じられ、その帰国の途中、シンガポールで病気になり、帰国後3か月間自宅療養を余儀なくされた時、自分の9人の子どもと一緒に明け暮れするうちに、学齢前の幼児が、おとなと一日一緒にいることは、子どもにとって犠牲を要求されることがあまりに多い、それは決して好ましいことではないという考えに至ったから。ドイツで見た「ハウスレス・キンダーガルテン」もヒントになった。そこで、大阪毎日新聞社の社長・本山彦一に相談。声援だけでなく、物質的な援助も約束されて、翌年春、住まいのある池田市室町の一帯に「家なき幼稚園設立趣意書」を配布して園児を募った。
当時の池田市室町周辺200戸のうち、60人の入園希望者を集めて開園した。幼稚園の名前は、当初「自然幼稚園」、「野の幼稚園」という候補もあった。

## 概要
最大の特徴は、園舎を持たずに、公園や河原、里山などの戸外で保育を行ったことにあった。これは、家族制度と家屋という2つの「家」から子どもを自由にするという橋詰の考え方に基づく。倉橋惣三（「幼児の教育」1924年4月号）、志垣寛（「教育の世紀」1924年4月号）などが保育誌に取り上げたこともあって、一時は関西中心に6園にまで広がった。1924年に宝塚家なき幼稚園ができ、同年5月に十三家なき幼稚園、6月に箕面家なき幼稚園、10月に大阪家なき幼稚園、12月に雲雀丘家なき幼稚園、そして翌1925年には千里山家なき幼稚園ができ、合わせて6つの家なき幼稚園ができた。最初の室町家なき幼稚園を含めて7園になる。これらは、それぞれ設置された幼稚園の土地の条件に合わせて特色を持った。最初の池田家なき幼稚園は、呉服神社の森を中心にした森の幼稚園だとすると、宝塚は、武庫川のきれいな流れのほとりの川の幼稚園、箕面のそれは松林のある千里山を中心とする山の幼稚園という具合。一番特色が会ったのは、野外教育に相応して場所のない、家の密集した大阪家なき幼稚園で、これは毎日、子どもをフォードの乗合自動車2台で郊外に連れ出すという方法をとった。行きたいと思うところ、どこへでも行くというジプシー幼稚園と呼ばれた。そのなかのひとつ大阪家なき幼稚園では、乗り合いバスで園児を郊外に連れ出して保育を行うという特色ある保育を実践した。
ただし、この通園自動車の許可を得るのに、幼稚園令では「家なき幼稚園」では許可が出ないということで、1929年、姉妹園6園がそろって「自然幼稚園」と名称を変更した。これは1932年まで続いた。12年間続いたが、橋詰の死後、7園はそれぞれに後継者が二転三転して、室町家なき幼稚園は学校法人室町学園・室町幼稚園として、存続している。雲雀丘家なき幼稚園は、学校法人雲雀丘学園幼稚園となっている。

## 保育の実際
幼稚園の保育項目は、「歌えば踊る生活」「お話をする生活」「お遊びをともにする生活」「回遊にいそしむ生活」「手技を習う生活」「家庭めぐり」の６つであるという。
朝の登園は、当初せみ郎の家の前に集合することにしていたが、雨が降ると、家の中に60人の子どもが入り込んできて、どうしようもなくなるので、呉服神社の鳥居の前に建坪12坪の集合所を建てた。せみ郎作詞、山田耕筰作曲の「家なき幼稚園の歌」が作られた。この歌を歌うと、受け持ちの保母につれられて、近くの猪名川の木陰、大光寺の森、城山の野原などにでかけた。絵を描くにもお弁当を食べるにも、机と椅子が必要なので、机は子どもたちが「馬」と呼んでいた組み立て机を、椅子には折りたたみの三脚椅子を用意した。組み立て机は、一方の足をたたむと、すべり台になるものだった。歌を歌うときの楽器は、乳母車を改造して、オルガンを取り付け、その上に蓄音機、東洋の名画、救急箱まで載せた。このような保育のやり方をせみ郎は、『家なき幼稚園の主張と実際』（東洋図書、1928年）の中で、「自然恩物法」と名付けた。